# Symbolart

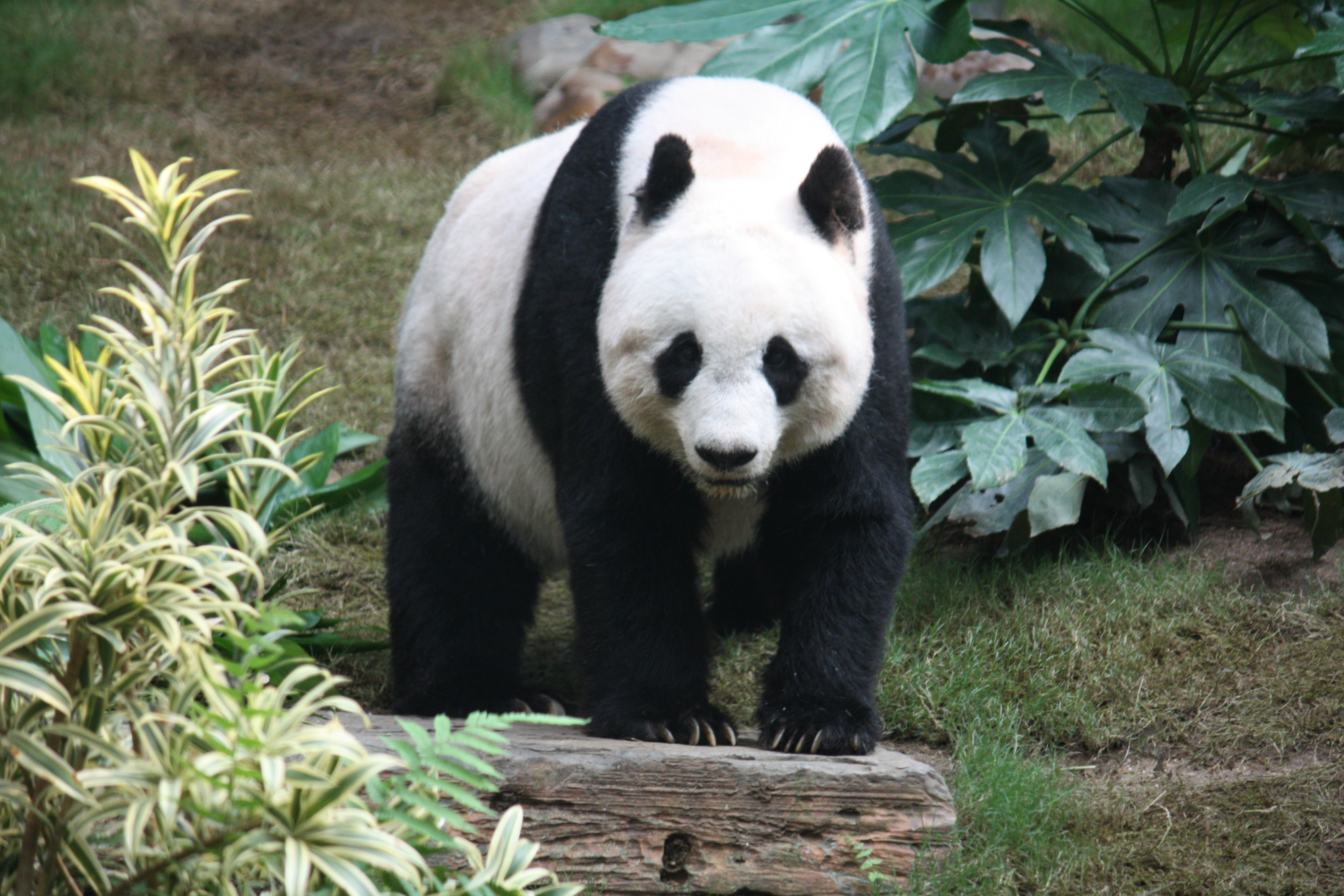
En jättepanda i Ocean Park, Hong Kong

Inom bevarandebiologi, är symbolart (även känt som flaggskeppsart) en art som valts ut för att öka stödet för bevarandet av biologisk mångfald inom ett visst område. Ett exempel på en sådan art är jättepandan, som används som symbolart för världsnaturfonden och som avbildas i deras logotyp. I detta syfte väljs oftast arter som är populära och som kan få stor sympati från människor.

## Definition
Som namnet antyder, menas med termen en art som kan agera symbol för en kampanj, oftast kopplad till konserveringen av biologisk mångfald. Definitionerna kan dock skilja sig lite mellan olika sammanhang. Världsnaturfonden definierar symbolart som en art vilken valts för att agera ambassadör, ikon eller symbol för ett specifikt habitat, problem, kampanj eller orsak kopplad till miljön. En annan definition som föreslagits för att tydliggöra termen inom akademisk litteratur på området lyder: en art som används som fokus för en bredare marknadsföringskampanj, kopplad till bevarandet av biologisk mångfald, baserat på en eller flera av dess egenskaper som tilltalar målgruppen.

## Kritik mot konceptet
Det finns viss kritik mot användandet av symbolarter, som symboler för konserveringskampanjer. Ett problem som lyfts är att fokuset på själva symbolarten för kampanjen kan bli för stort, vilket kan leda till att andra arter inte får det stöd de behöver. På så sätt kan påverkan på den totala biologiska mångfalden vara negativ. Arbeten för att konservera symbolarter kan även strida mot varandra, om flera av dessa är en del av samma ekosystem. Ett ytterligare problem kan uppstå om symbolarten för en kampanj försvinner, då detta kan leda till att stödet för denna sjunker.